# Thomas Evenson
Thomas Evenson   (Manchester, 9 de gener de 1910 - Manchester, 28 de novembre de 1997) va ser un atleta anglès, especialista en curses de fons i obstacles, que va competir durant la dècada de 1930.
El 1932 va prendre part en els Jocs Olímpics d'Estiu de Los Angeles, on va guanyar la medalla de plata en els 3.000 metres obstacles del programa d'atletisme, rere Volmari Iso-Hollo i per davant de Joe McCluskey. Un error de càlcul va fer que els atletes disputessin una volta més en la final. Sense aquesta volta de més hauria guanyat la medalla de bronze. Quatre anys més tard, als Jocs de Berlín, quedà eliminat en sèries en la mateixa prova.
En el seu palmarès també destaquen dues medalles als Jocs de l'Imperi Britànic, on participà en representació d'Anglaterra. En guanyà una de bronze en la cursa de les 6 milles el 1930 i una de plata el 1934 en les 2 milles obstacles. Entre el 1930 i el 1934 guanyà vuit medalles al Cros de las Nacions, set d'or i una de bronze. A nivell nacional va guanyar el campionat de l'AAA de les dues milles obstacles el 1931, 1932 i 1936, i de cros el 1933.

## Millors marques
- Milla. 4' 22.2" (1932)
- 3.000 metres. 8' 46.3" (1933)
- 5.000 metres. 14' 54.8" (1931)
- 10.000 metres. 32' 38.3" (1942)
- 3.000 metres obstacles. 9' 18.8" (1932)[1][5]